# تبليتسه
تبليتسه (بالإنجليزية: Teplice)‏ مدينة تقع في جمهورية التشيك في مقاطعة أوستي ناد لابم. يبلغ عدد سكان المدينة 51،193 نسمة حسب إحصاء سنة 2005 بينما تبلغ مساحتها 23.78 كيلومتر مربع.

## المناخ
يظهر الجدول التالي التغييرات المناخية على مدار السنة لتبليتسه:
| البيانات المناخية لـتبليتسه       | البيانات المناخية لـتبليتسه | البيانات المناخية لـتبليتسه | البيانات المناخية لـتبليتسه | البيانات المناخية لـتبليتسه | البيانات المناخية لـتبليتسه | البيانات المناخية لـتبليتسه | البيانات المناخية لـتبليتسه | البيانات المناخية لـتبليتسه | البيانات المناخية لـتبليتسه | البيانات المناخية لـتبليتسه | البيانات المناخية لـتبليتسه | البيانات المناخية لـتبليتسه | البيانات المناخية لـتبليتسه |
| الشهر                             | يناير                       | فبراير                      | مارس                        | أبريل                       | مايو                        | يونيو                       | يوليو                       | أغسطس                       | سبتمبر                      | أكتوبر                      | نوفمبر                      | ديسمبر                      | المعدل السنوي               |
| --------------------------------- | --------------------------- | --------------------------- | --------------------------- | --------------------------- | --------------------------- | --------------------------- | --------------------------- | --------------------------- | --------------------------- | --------------------------- | --------------------------- | --------------------------- | --------------------------- |
| الدرجة القصوى °ف (°م)             | 59 (15)                     | 67 (19)                     | 72 (22)                     | 82 (28)                     | 91 (33)                     | 97 (36)                     | 99 (37)                     | 101 (38)                    | 94 (34)                     | 85 (29)                     | 67 (19)                     | 62 (17)                     | 101 (38)                    |
| متوسط درجة الحرارة الكبرى °ف (°م) | 35 (2)                      | 37 (3)                      | 46 (8)                      | 56 (13)                     | 64 (18)                     | 72 (22)                     | 76 (24)                     | 76 (24)                     | 67 (19)                     | 55 (13)                     | 44 (7)                      | 36 (2)                      | 55 (13)                     |
| المتوسط اليومي °ف (°م)            | 29.7 (−1.3)                 | 31.2 (−0.4)                 | 38.7 (3.7)                  | 46.6 (8.1)                  | 54.2 (12.3)                 | 62.2 (16.8)                 | 66.1 (18.9)                 | 65.9 (18.8)                 | 57.7 (14.3)                 | 48.1 (8.9)                  | 39.7 (4.3)                  | 32.0 (0.0)                  | 47.4 (8.6)                  |
| متوسط درجة الحرارة الصغرى °ف (°م) | 25 (−4)                     | 25 (−4)                     | 31 (−1)                     | 37 (3)                      | 45 (7)                      | 52 (11)                     | 56 (13)                     | 56 (13)                     | 48 (9)                      | 41 (5)                      | 34 (1)                      | 28 (−2)                     | 39.7 (4.3)                  |
| أدنى درجة حرارة °ف (°م)           | −11 (−24)                   | −15 (−26)                   | 1 (−17)                     | 14 (−10)                    | 26 (−3)                     | 37 (3)                      | 44 (7)                      | 39 (4)                      | 34 (1)                      | 17 (−8)                     | 10 (−12)                    | 1 (−17)                     | −15 (−26)                   |
| الهطول إنش (مم)                   | 0.98 (25)                   | 0.98 (25)                   | 1.26 (32)                   | 1.61 (41)                   | 3.03 (77)                   | 2.95 (75)                   | 2.75 (70)                   | 2.81 (71)                   | 1.65 (42)                   | 1.22 (31)                   | 1.26 (32)                   | 1.22 (31)                   | 21.72 (552)                 |
| المصدر:                           |                             |                             |                             |                             |                             |                             |                             |                             |                             |                             |                             |                             |                             |

## أعلام
- دانييلا بيشتوفا
- دورس يناوش
- رودولف كرتشيل
- زدينيك تشلاديك
- بيتر هورن
- هاينريش ندلاند
- شارلوته فون أليفيلت